# Classe Eclipse (incrociatore)
La classe Eclipse fu una classe di nove incrociatori protetti di seconda classe costruiti per la Royal Navy alla metà degli anni 90 del XIX secolo.

## Progetto e descrizione

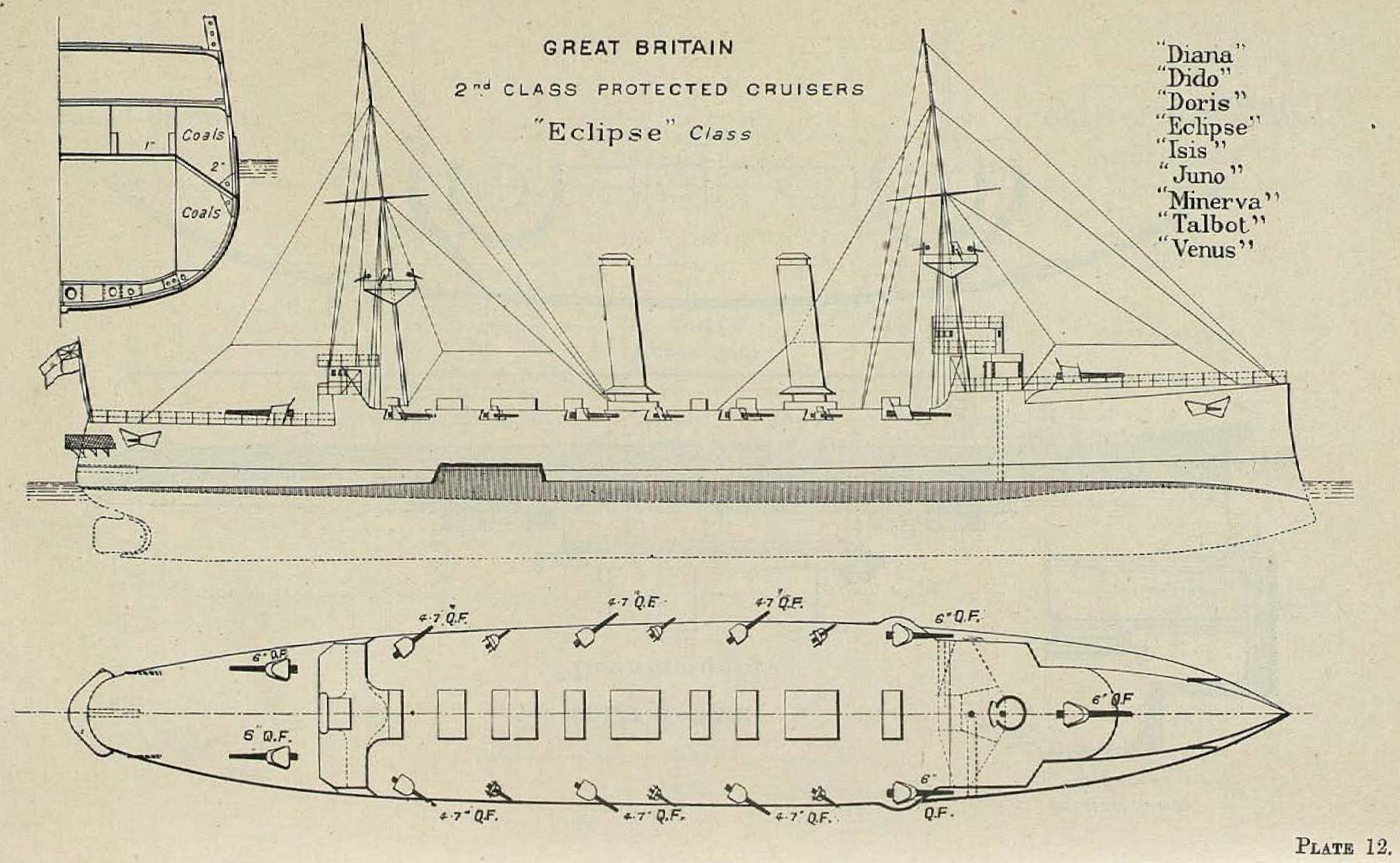
Profilo, pianta e verticale della classe Eclipse riportati sul Brassey's Naval Annual 1896.

Queste navi furono versioni ingrandite e migliorate della precedente classe Astraea. Le navi classe Eclipse erano lunghe 113,7 m, larghe 16,31 m e avevano un'immersione di progetto di 6,2 m. Dislocavano 5700 t con carico standard. Per ridurre la formazione di alghe sugli scafi, questi furono ricoperti di legno e rame. L'equipaggio modello consisteva in 450 tra ufficiali e marinai. L'altezza metacentrica era di circa 0.9 m.
Le navi classe Eclipse-class erano propulse da due motori a vapore invertiti a tripla espansione che utilizzavano il vapore prodotto da  otto caldaie cilindriche, operanti alla pressione di 1069 kPa. Utilizzando un tiraggio normale, le caldaie fornivano al motore abbastanza vapore per generare una potenza indicata di 6000 kW e raggiungere la velocità di 18,5 nodi; A tiraggio forzato le figure equivalenti erano una potenza indicata di 7200 kW e una velocità di 19,5 nodi. Durante le prove in mare, tutte le navi, essendo poco cariche, superarono le proprie specifiche e raggiunsero la velocità di 20 nodi. Potevano trasportare un massimo di 1092 t di carbone.
Le navi trasportavano cinque cannoni a fuoco rapido 152/40 in affusti singoli protetti da uno scudo. Un cannone era montato sul castello di prua, due sul cassero di poppa e due ai lati della plancia di comando. Sparavano proietti da 45 kg con velocità alla volata di 672 m/s. L'armamento secondario consisteva in sei cannoni 120/40, tre su ogni fianco. I loro proietti da 20,4 kg erano sparati con una velocità alla volata di 648 m/s.
La difesa contro torpediniere era affidata a otto cannoni a fuoco rapido da 12 lb e sei cannoni Hotchkiss da 47 mm. Quattro dei cannoni da 12 lb erano montati nelle murate dello scafo a prua e poppa, mentre i rimanenti quattro erano posti tra i cannoni da 120 mm. I cannoni Hotchkiss erano montati sulle coffe di combattimento, tre su ognuna. I cannoni da 12 lb sparavano proietti da 76 mm, pesanti 5.7 kg con una velocità alla volata di 719 m/s. Le navi erano equipaggiate anche con tre tubi lanciasiluri da 450 mm, uno sommerso su ogni lato e uno fuori dall'acqua a poppa.
Le munizioni consistevano in 200 colpi per ogni cannone da 152 mm, 250 proiettili per ogni cannone da 120 mm, 300 colpi per ogni cannone da 12 lb e 500 proiettili per ogni cannone Hotchkiss. Ogni nave trasportava anche 10 siluri, presumibilmente quattro per ogni bordata e due per il tubo poppiero.
Tra il 1903 e il 1905 tutte le navi della classe, tranne la Eclipse, ricevettero un armamento più uniforme consistente in undici cannoni da 152 mm, nove da 12 lb e sette cannoni Hotchkiss da 47 mm had their mixed armament replaced with a more uniform armament of eleven 6-inch, nine 12-pounders and seven 3-pounder guns.
La protezione primaria delle Eclipse consisteva nel loro ponte corazzato inclinato. Questo variava in spessore tra i 38 e i 76 mm, con i fianchi inclinati spessi 64 mm. Copriva un'area da 152 mm sopra il galleggiamento a 1.5 m sotto ad esso. I motori erano protetti da cofani corazzati spessi 152 mm che si estendevano sopra al ponte corazzato. Gli scudi dei cannoni da 152 mm erano spessi 76 mm e la torre di comando era spesso 152 mm.

## Unità
| Nome    | Cantiere                                              | Impostazione     | Varo              | Completamento     | Destino finale                                   |
| ------- | ----------------------------------------------------- | ---------------- | ----------------- | ----------------- | ------------------------------------------------ |
| Eclipse | Arsenale di Portsmouth                                | 11 dicembre 1893 | 19 luglio 1894    | 23 marzo 1897     | Venduta per essere demolita nell'agosto 1921     |
| Diana   | Fairfield Shipbuilding & Engineering, Govan           | 13 agosto 1894   | 5 dicembre 1895   | 15 giugno 1897    | Venduta per essere demolita il 1 luglio 1920     |
| Dido    | London & Glasgow Shipbuilding, Govan                  | 30 agosto 1894   | 20 marzo 1896     | 10 maggio 1898    | Venduta per essere demolita il 16 dicembre 1926  |
| Doris   | Naval Construction & Armaments Co., Barrow-in-Furness | 29 agosto 1894   | 3 marzo 1896      | 18 novembre 1897  | Venduta per essere demolita il 2 febbraio 1919   |
| Isis    | London & Glasgow Engineering                          | 30 gennaio 1895  | 27 giugno 1896    | 10 maggio 1898    | Venduta per essere demolita il 26 febbraio 1920  |
| Juno    | Naval Construction & Armaments Co.                    | 22 giugno 1895   | 18 novembre 1895  | 16 giugno 1897    | Venduta per essere demolita il 26 febbraio 1920  |
| Minerva | Arsenale di Chatham                                   | 4 dicembre 1893  | 23 settembre 1895 | 4 febbraio 1897   | Venduta per essere demolita il 5 ottobre 1920    |
| Talbot  | Arsenale di Devonport                                 | 5 marzo 1894     | 25 aprile 1895    | 15 settembre 1896 | Venduta per essere demolita il 6 dicembre 1921   |
| Venus   | Fairfield Shipbuilding & Engineering                  | 28 giugno 1894   | 5 settembre 1895  | 9 novembre 1897   | Venduta per essere demolita il 22 settembre 1921 |